# Língua cinta-larga
A língua cinta-larga pertence à família Mondé, do tronco tupi, assim como as de seus vizinhos Gavião, Suruí Paiter e Zoró.
Dentro da lingua falada pelo cintas-largas existem variações, de acordo com seu subgrupo, que pode ser kakim, kaban ou maan.

## Vocabulário
Vocabulário (Chapelle 1982):
| Cinta-Larga     | Português                                                       |
| --------------- | --------------------------------------------------------------- |
| adowat          | planta para o tratamento de febres                              |
| akouba          | cacau                                                           |
| amichilulup     | fruta parecida com a uva                                        |
| bocep           | louças de barro                                                 |
| ga              | sol                                                             |
| goyano          | trovão                                                          |
| guitcha         | pente                                                           |
| iap             | flecha                                                          |
| ibukira         | espécie de melão                                                |
| inapey          | arco                                                            |
| inin            | algodão silvestre                                               |
| invira          | mel                                                             |
| lapiway         | chefe                                                           |
| mapa'um         | raiz para ter filhos                                            |
| mandaga         | castanha-do-pará torrada                                        |
| mekira          | milho                                                           |
| metoca          | erva anticoncepcional                                           |
| nakapuet        | timbó                                                           |
| ouomanka-weta   | casamento                                                       |
| ouena kinopua   | canto nupcial                                                   |
| palesjanca      | função do curandeiro [pajelança?]                               |
| suibara         | festa do trovão                                                 |
| tati            | colar                                                           |
| teary           | árvore da qual os índios tiram a casca de que fazem seus cintos |
| tiboy           | pé de mandioca                                                  |
| tiripó [tiripo] | fibra para fazer pulseiras                                      |
| tiripou         | cinto nupcial de fibra de buriti                                |
| tucum           | planta cujas folhas os índios utilizam                          |
| tucuma          | um coquinho que serve para fazer contas e que contém vermes     |
| wabaip          | cinto de casca de teary                                         |
| wandarapo       | raspadeira                                                      |
| watinga         | espécie de tubérculo                                            |
| wou             | lua                                                             |
| yga             | firmamento                                                      |
| yua             | espécie de cerveja de cará                                      |